# Johannes Tavenraat
Johannes Tavenraat (Rotterdam, 20 maart 1809 - aldaar, 2 april 1881) was een Nederlands kunstschilder, tekenaar, etser en lithograaf. Hij vervaardigde voornamelijk landschappen en jachttaferelen en werkte in de romantische traditie.
Tavenraat was eigenlijk voorbestemd voor de handel in het bedrijf van zijn vader, die lakenverver was. Hij koos op 30-jarige leeftijd echter voor een loopbaan als schilder. Hij was een leerling van Cornelis Bakker bij het tekengenootschap ‘Hierdoor tot Hooger’ te Rotterdam. In 1839 ging hij zich volledig op het schilderen toeleggen.
In 1841 trouwde hij in België met Anna Catharina van Dijck. Hij woonde daar vervolgens van 1842 tot 1846.
Tussen 1846 en 1860 werkte hij in Materborn bij Kleef. Van daaruit maakte hij verschillende reizen naar onder andere Moravië en Bohemen. In Kleef heeft hij hoogstwaarschijnlijk de schilderschool van Barend Cornelis Koekkoek bezocht. Hij volgde echter niet diens gedetailleerde werkwijze, maar hanteerde een veel losser palet. Zijn werken oogstten vrij veel kritiek, maar aangezien hij gefortuneerd was en niet van de opbrengsten van zijn kunst hoefde te leven, trok hij zich daar weinig van aan. Hij keerde in 1860 terug naar Rotterdam.
Het Rijksprentenkabinet bezit meerdere schetsboeken met tekeningen van zijn hand. Het betreft studies van landschappen, gebouwen, mensen, dieren en boerenleven met karren en wagens.

## Afbeeldingen

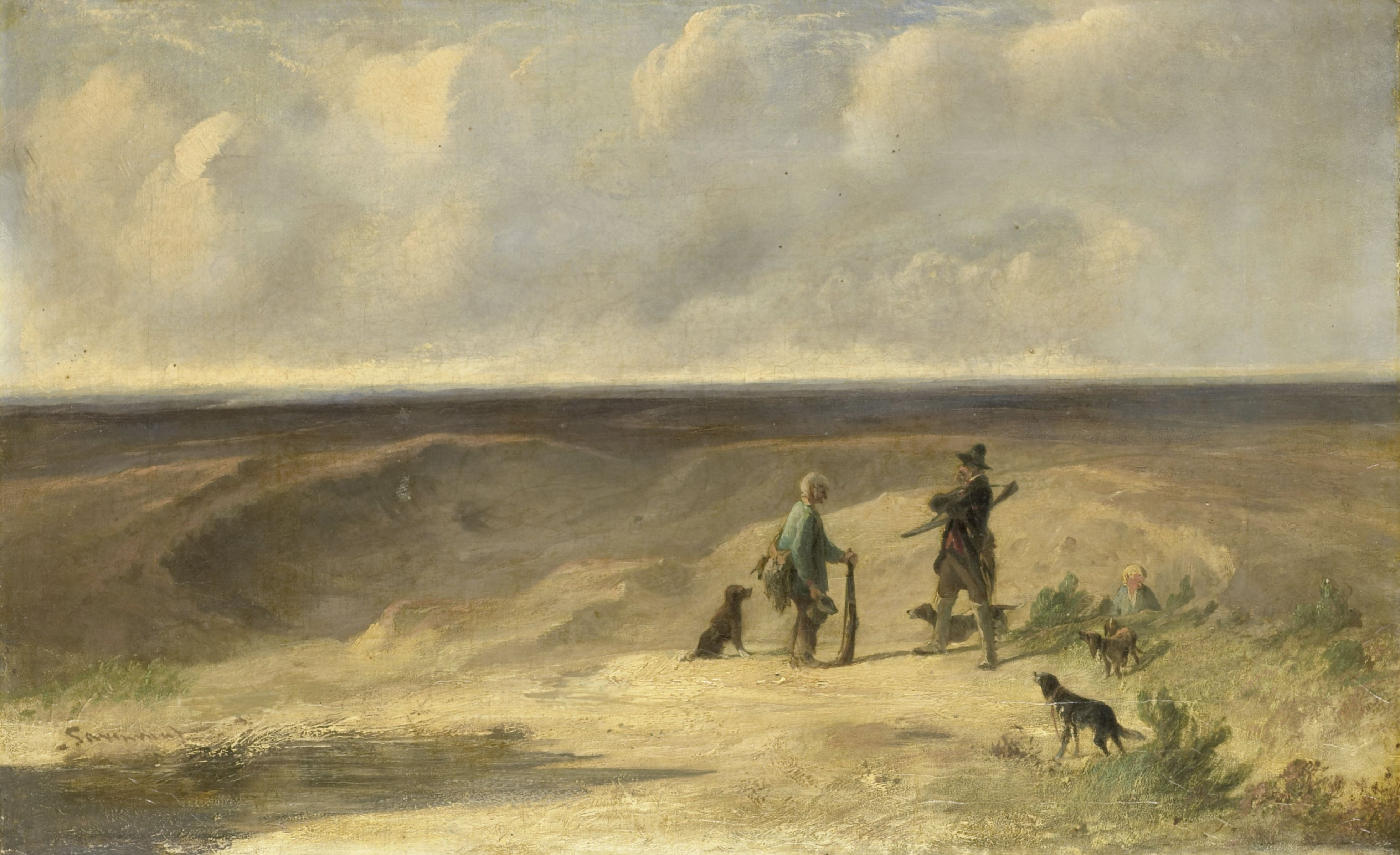
Jachttafereel met stroper, ca. 1830-1860, Rijksmuseum Amsterdam
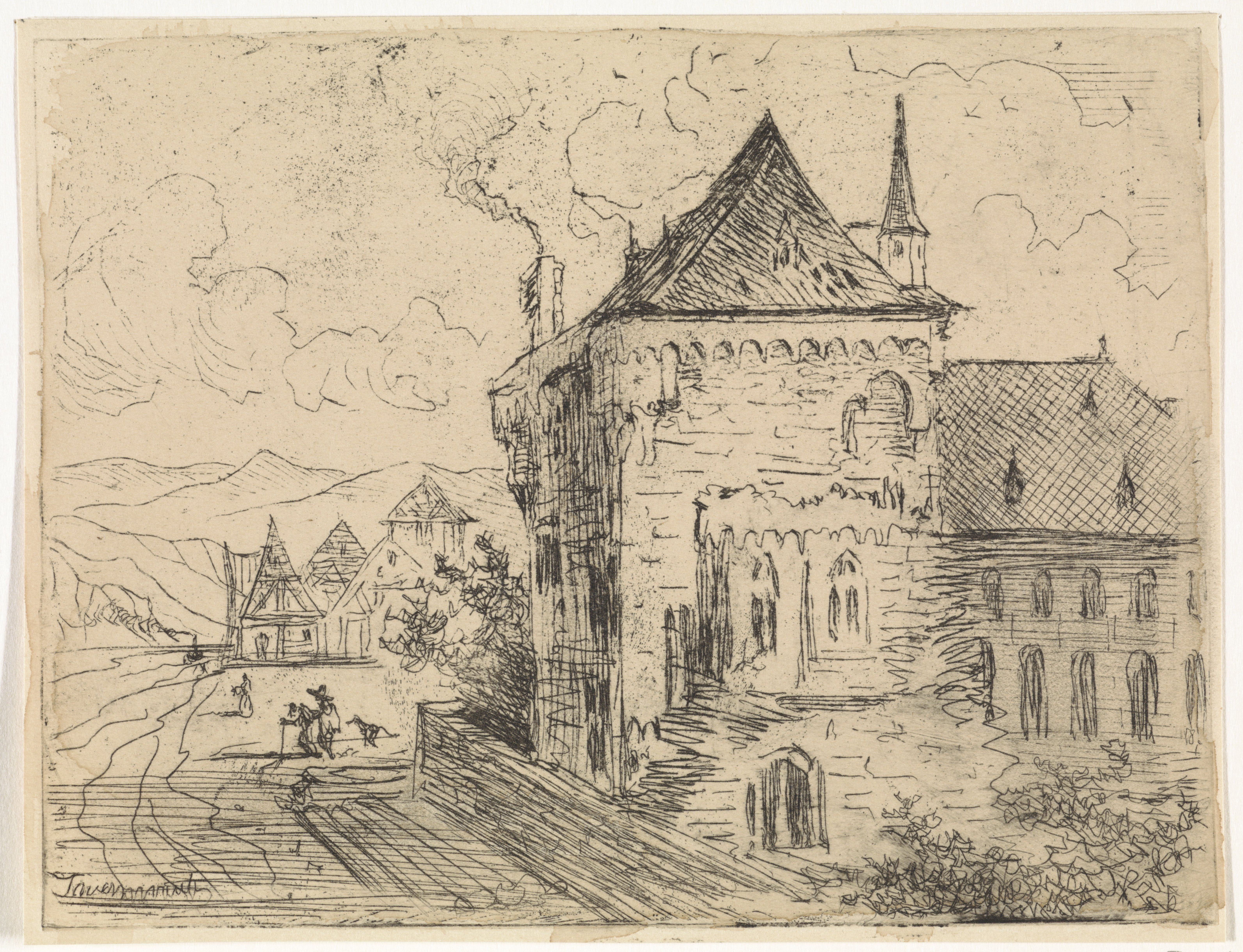
Gebouw te Boppard, Rijksmuseum Amsterdam
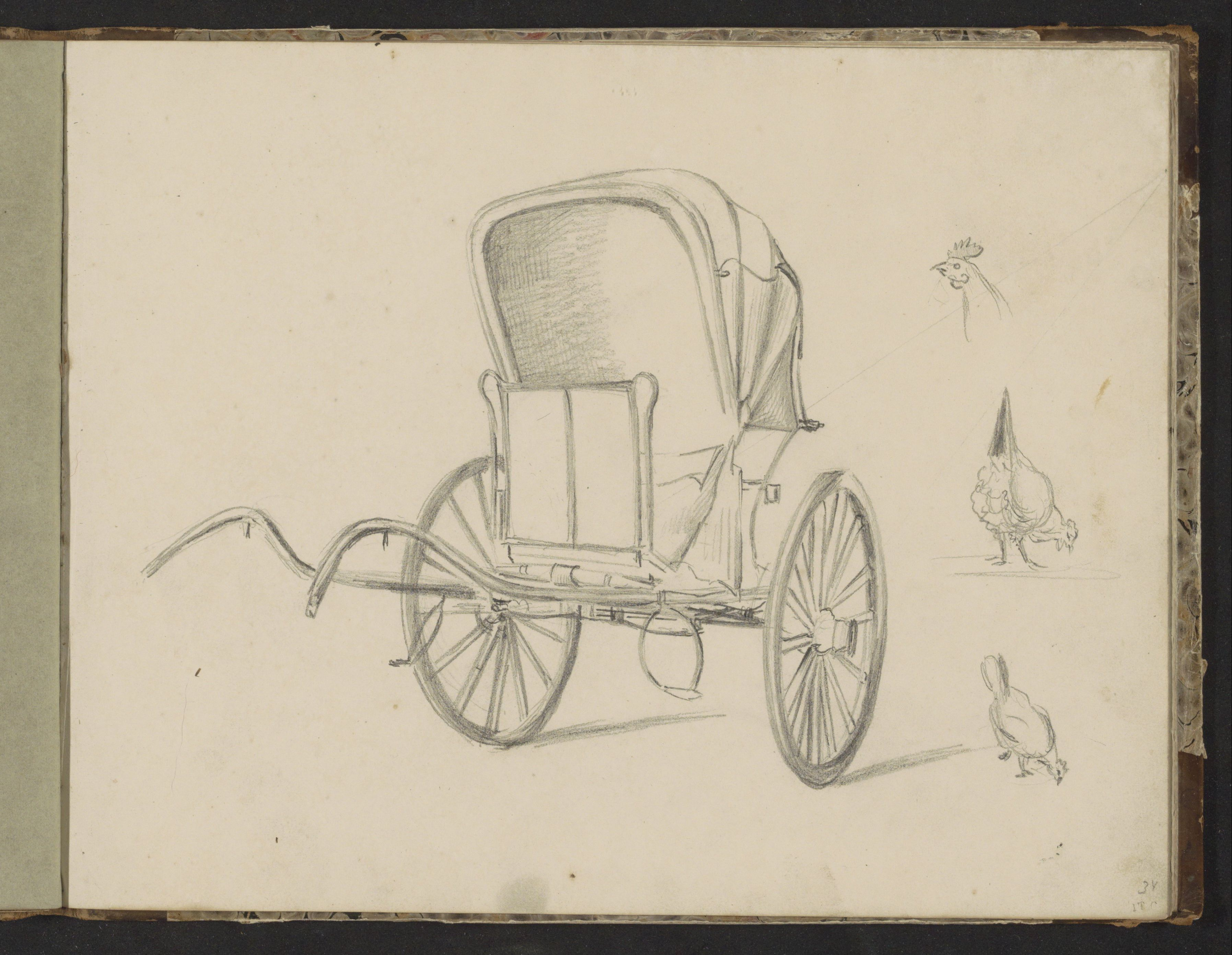
Schets met kar en kippen, ca. 1833-1841, Rijksmuseum Amsterdam
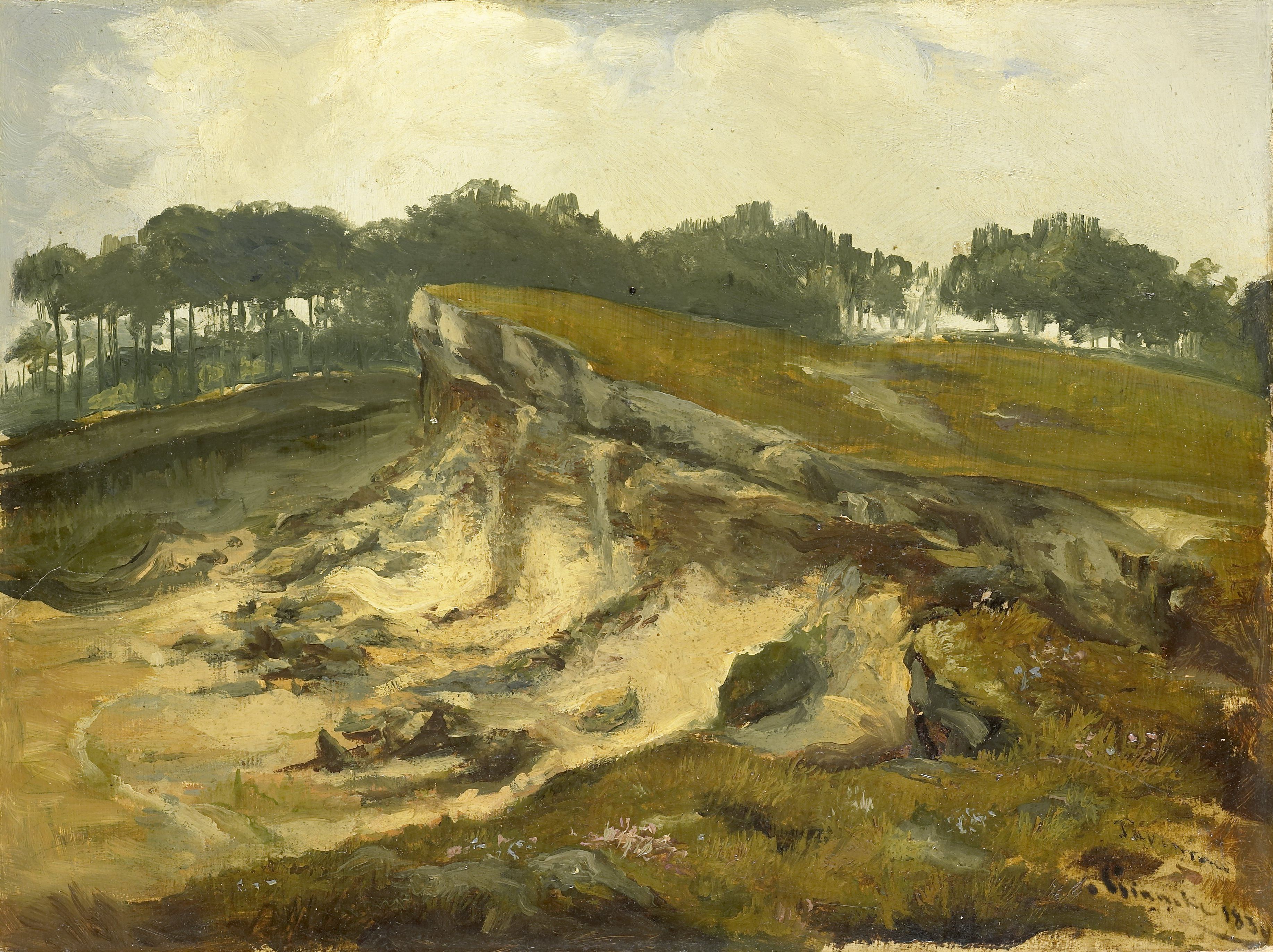
Zandafgraving, 1839, Rijksmuseum Amsterdam

## Werk in openbare collecties (selectie)
- Dordrechts Museum
- Rijksmuseum Amsterdam, Amsterdam
- Städtisches Museum Haus Koekkoek, Kleef